# Novi Grad (Oprisavci)
Novi Grad is een plaats in de gemeente Oprisavci in de Kroatische provincie Brod-Posavina. De plaats telt 314 inwoners (2001).